# 2020年中華民國總統副總統及立法委員選舉
2020年中華民國總統副總統及立法委員選舉，又稱2020年臺灣大選，於2020年（民國109年）1月11日舉行，選出中華民國第15任總統、副總統及第10屆立法委員。此為臺灣及中華民國史上第3次將正副總統與立法委員合併選舉。

## 選舉工作進行程序
| 2020年中華民國總統副總統及立法委員選舉選務工作進行程序 | 2020年中華民國總統副總統及立法委員選舉選務工作進行程序                                                       |
| 日期                                                   | 選務工作項目                                                                                                 |
| ------------------------------------------------------ | --- |
| 2019年9月12日                                          | 發布總統、副總統選舉公告及發布在國外之中華民國自由地區人民申請返國行使總統、副總統選舉權登記公告             |
| 2019年9月12日至12月2日                                 | 受理申請總統、副總統選舉返國行使選舉權選舉人登記                                                             |
| 2019年9月13日至9月17日                                 | 受理申請為總統、副總統選舉被連署人                                                                           |
| 2019年9月18日                                          | 公告總統、副總統選舉被連署人                                                                                 |
| 2019年9月19日至11月2日                                 | 受理總統、副總統選舉連署書件                                                                                 |
| 2019年11月8日                                          | 發布立法委員選舉公告                                                                                         |
| 2019年11月13日前                                       | 公告總統、副總統選舉連署結果                                                                                 |
| 2019年11月14日                                         | 公告總統、副總統與立法委員選舉候選人登記日期及必備事項                                                       |
| 2019年11月18日至11月22日                               | 受理總統、副總統與立法委員選舉候選人登記之申請                                                               |
| 2019年12月3日前                                        | 審定總統、副總統選舉候選人名單，並通知抽籤                                                                   |
| 2019年12月9日                                          | 總統、副總統選舉候選人抽籤決定號次                                                                           |
| 2019年12月13日前                                       | 審定立法委員選舉候選人名單，並通知抽籤                                                                       |
| 2019年12月13日                                         | 公告總統、副總統選舉候選人名單                                                                               |
| 2019年12月18日                                         | 區域、原住民立法委員選舉候選人抽籤決定號次、全國不分區及僑居國外國民立法委員選舉候選人名單公告之政黨號次抽籤 |
| 2019年12月18日                                         | 晚上7時起，第1場總統候選人電視政見發表會                                                                     |
| 2019年12月20日                                         | 晚上7時起，副總統候選人電視政見發表會                                                                        |
| 2019年12月25日                                         | 下午2時起，第2場總統候選人電視政見發表會                                                                     |
| 2019年12月27日                                         | 晚上7時起，第3場總統候選人電視政見發表會                                                                     |
| 2019年12月29日                                         | 下午2時起，總統候選人辯論會                                                                                  |
| 2019年12月31日                                         | 公告立法委員選舉候選人名單                                                                                   |
| 2020年1月1日至1月10日                                  | 辦理立法委員選舉候選人公辦政見發表會                                                                         |
| 2020年1月11日                                          | 舉行投票，投票時間自上午8時起至下午4時止後進行開票                                                           |
| 2020年1月17日前                                        | 公告總統、副總統與立法委員選舉當選人名單                                                                     |
| 2020年1月23日前                                        | 致送總統、副總統及立法委員選舉當選證書                                                                       |

## 政黨電視競選宣傳
| 2020年1月5日（日） | 華視 |
| 2020年1月6日（一） | 民視 |
| 2020年1月7日（二） | 公視 |
| 2020年1月8日（三） | 台視 |
| 2020年1月9日（四） | 中視 |

播出時間：21時至22時

## 開票特別節目

### 無線電視台
- 台視、台視新聞台：決戰2020 開票看台視，16:00起直播與YouTube同步。
- 中視、中視新聞台：決戰2020 開票看中視，07:00起直播與YouTube同步。
- 華視、華視新聞資訊台：決戰2020 大選看華視，15:00起直播與YouTube同步。
- 民視
  - 無線台：民視開票大揭曉
  - 新聞台、台灣台：民視開票最速報
- 公共電視文化事業基金會
  - 主頻：決戰2020 總統立委選舉特別報導，16:00起直播與YouTube（含手語）同步。
  - 公視台語台：2020大對決 總統立委選舉開票特別報導，16:00起直播與YouTube、FB同步。
- 客家電視台：2020大選看客家，17:00起直播。
- 原住民族電視臺：2020總統立委大選

### 有線電視台
- 壹電視新聞台：《2020守護台灣 終極之戰》
- 年代新聞台：《世紀大對決》，06:00起直播[3]
- 東森新聞台：《2020大選 開票看東森》
- 三立新聞台、三立iNEWS台：《2020決戰大未來》
- TVBS新聞台、TVBS精采台、Yahoo TV：《決戰2020 開票特別報導》
- TVBS：《TVBS戰情室決戰新格局》，20:00起直播
- 非凡新聞台
  - 08:00：《決戰2020大選戰情室》
  - 16:00：《決戰2020大選最速報》
  - 19:00~21:00：《決戰2020大選爭霸戰》
  - 21:00：《錢線百分百》（同步直播蔡英文國際記者會和顯示總統候選人、立委得票情況）
  - 23:30：《決戰2020大選新希望》
- 中天新聞台：《2020新總統新國會投開票特別報導》
- 06:00 投票全紀錄
- 16:00-24:00 開票全紀錄及選後分析
- 東森財經新聞台：《2020總統大選特別報導》，16：00~20:30直播

### 衛星電視台
- 寰宇新聞台：《大選看寰宇 決戰新台灣》，15:30起直播與寰宇新聞網同步。
- 新唐人亞太電視台：《2020戰起來！台灣大選開票之夜特別報導》，17:00起直播與YouTube同步。

### 廣播電台
- 中廣新聞網和流行網：《2020瘋大選》，17:00起直播與YouTube同步[4]。
- 中央廣播電臺：《聚焦2020–台灣的選擇》， 17:00起直播與YouTube同步[5] 。
- Hit FM聯播網：《Hit FM選情快報》，16:00~20:00直播（每整點播出5分鐘）
- KISS Radio：《KISS Radio投開票大選特別報導》，16:00起直播與hichannel、Twitch同步。

### 海外頻道
- TVBS-Asia：《決戰2020 開票特別報導》（聯播TVBS新聞台）

### 台湾以外电视台
- 凤凰卫视资讯台：《2020台湾大选》，16:00起直播。
- VOA卫视：《2020台湾大选选举之夜特别节目》，18:00-22:00直播。
- 無綫新聞台、翡翠台：無綫新聞台16:00起的新聞時段顯示總統候選人得票情況，翡翠台17:00起顯示總統候選人得票情況。
- 有線新聞台、香港開電視：有線新聞台16:00起的新聞時段顯示總統候選人得票情況，香港開電視17:30起顯示總統候選人得票情況。
- Now新聞台：16:00起的新聞時段顯示總統候選人和立委得票情況。

### 线上直播平台
台湾境内
- 眼球中央電視台、17直播：《2020總統立委開票之夜！開票17看央視》，16:30起於YouTube、17直播同步直播。

台湾以外
- 苹果动新闻（香港版）：通过YouTube直播台湾大选投票结束、蔡英文国际记者会及讲话。
- BBC中文部：通过YouTube直播台湾大选结果。

## 選舉結果
正、副總統選舉由民主進步黨候選人蔡英文、賴清德當選，中國國民黨候選人韓國瑜、張善政及親民黨候選人宋楚瑜、余湘落選。民進黨順利獲得連任。
立法委員選舉由民主進步黨取得61席，中國國民黨取得38席、台灣民眾黨取得5席、時代力量取得3席、台灣基進取得1席、無黨籍取得5席。

## 資料來源
1. ↑  王承中. . CNA中央通訊社. 2019-03-19  [2019-03-20]. （原始内容存档于2019-05-02）.
2. ↑  . www.cna.com.tw. 2020-01-03  [2020-01-03]. （原始内容存档于2020-01-07） （中文（臺灣））.
3. ↑  CH50 （页面存档备份，存于），EPG電子節目表（台灣寬頻通訊）
4. ↑  中廣新聞網-2020瘋大選
5. ↑  .   [2020-01-15]. （原始内容存档于2020-11-08）.
6. ↑  陳熙文. . 聯合新聞網. 2020-01-11  [2020-01-12]. （原始内容存档于2020-01-12）.
7. ↑  綜合報導. . 自由時報. 2020-01-12  [2020-01-12]. （原始内容存档于2020-01-17）.

## 外部連結
- 中華民國中央選舉委員會2020年選舉專區（页面存档备份，存于）
- 全球政要致賀蔡總統連任及我順利完成總統、立法院選舉新增名單（页面存档备份，存于）